# Debilitamiento
En fonología, el término debilitamiento es un término informal que designa todo un conjunto de cambios fonéticos y procesos fonológicos por los cuales un fonema sufre un cambio fonético por el que se pronuncia como un sonido que requiere menor tensión muscular o energía articulatoria.
Existen muchos ejemplos de cambios fonéticos, de causas dispares, que se suelen considerar como debilitamientos:
- Fricativización, espirantización o relajación de una oclusiva.
- Sonorización de una oclusiva sorda.
- Palatalización de una oclusiva.
- Eliminación de una oclusiva.
- Desgeminación.
- Ensordecimiento de una vocal.

Y otros muchos, conviene recordar que no es un término propiamente técnico sino una etiqueta que se aplica más o menos laxamente a un cierto conjunto de cambios fonéticos.
- Datos: Q5409399